# Alexandria in der Antike

Stadtplan, etwa 30 v. Chr.

Alexandria (altgriechisch Ἀλεξάνδρεια Alexándreia) war eine Gründung Alexander des Großen in Ägypten und neben Rom die größte Stadt der Antike. Als Hauptstadt des Ptolemäerreiches wuchs sie schnell zu einer bedeutenden Wirtschafts- und Wissenschaftsmetropole heran. Unter römischer Herrschaft war sie lange Zeit die zweite Stadt des Reiches und weiterhin ein wirtschaftliches und kulturelles Zentrum. In der Spätantike spielte Alexandria eine wichtige Rolle in religiösen Fragen. Die antike Stadt ist gut aus literarischen Quellen bekannt, doch ist heute nur noch wenig davon erhalten. Von den meisten bei antiken Autoren genannten Gebäuden ist heute nicht einmal der ursprüngliche Standort bekannt. Im Hafen der Stadt stand auf der gleichnamigen Insel der berühmte Leuchtturm Pharos, eins der sieben Weltwunder und lange Zeit das Wahrzeichen der Stadt.

## Gründung

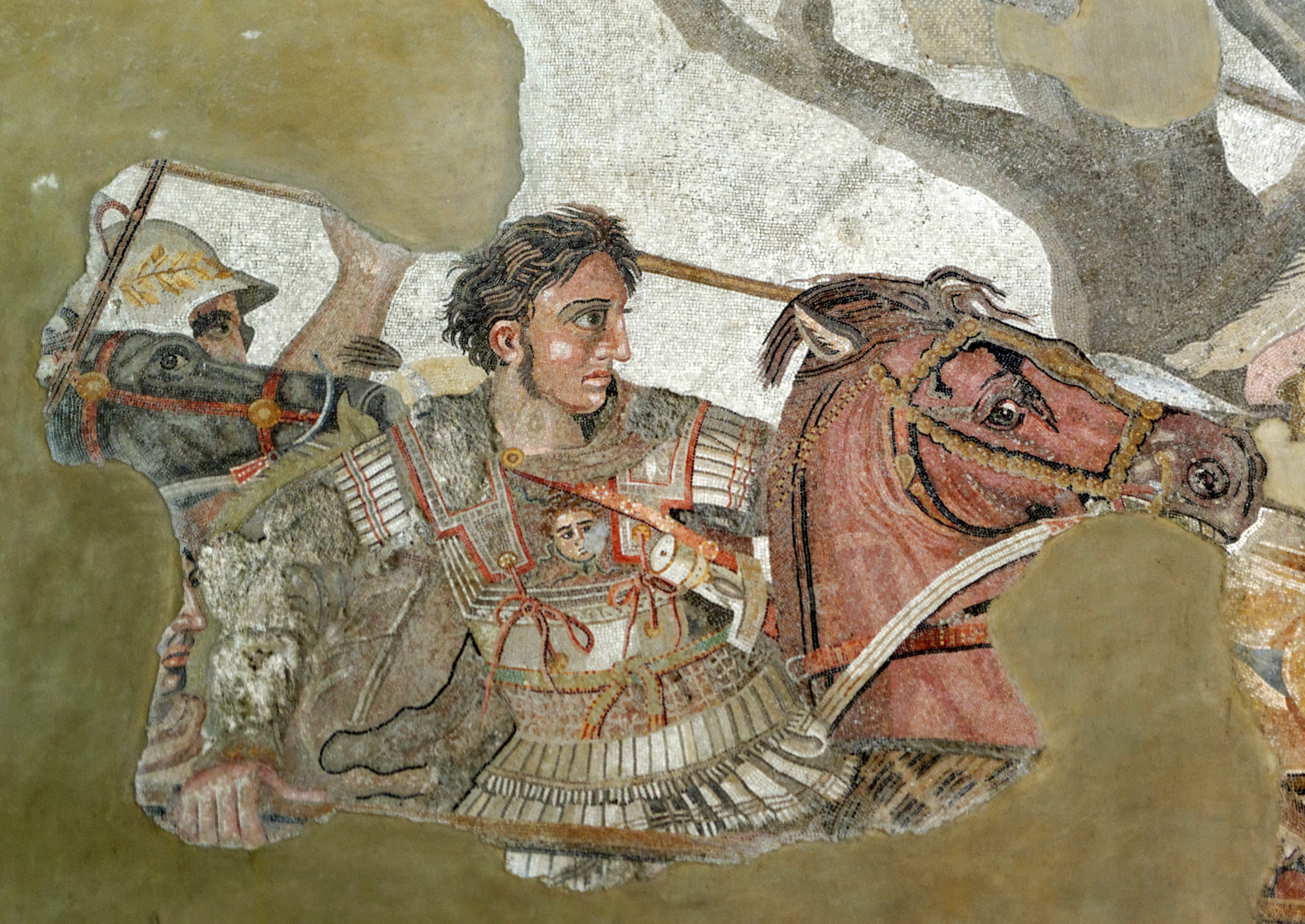
Alexander, Gründer der nach ihm benannten Stadt, auf einem in Pompeji gefundenen Mosaik aus dem 1. Jahrhundert n. Chr. in der Schlacht bei Issos 333 v. Chr.

Nach dem Sieg in der Schlacht bei Issos über das Aufgebot des Perserkönigs Dareios besetzte Alexander der Große mit dem makedonischen Heer die östliche Mittelmeerküste und eroberte die Hafenstädte Tyros und Gaza. Er entschied, vor dem Feldzug in das persische Reich auch Ägypten zu besetzen, traf dort mit einigen Einheiten und einem Flottenkontingent Ende 332 v. Chr. ein und wurde als Befreier von der fast 200 Jahre währenden persischen Herrschaft empfangen. In der Hauptstadt Memphis wurde Alexander zum Pharao gekrönt.
„Anfang des Jahres 331 Schritt Alexander im Westen des Niltals, gegenüber der bereits bei Homer erwähnten Insel Pharos, zur Gründung einer Stadt, die seinen Namen tragen sollte. […] Mit dem Nil als auch dem Mittelmeer verbunden, […] sollte es in erster Linie ein großer Handels- und Umschlagplatz sein. […] Nach der Zerstörung von Tyros und Gaza bestand für ein neues Zentrum ein hoher Bedarf.“
Der Ort soll von den Ägyptern Raqedu genannt worden sein und blieb als Rhakotis erhalten. Kennzeichen war die vorgelagerte Insel Pharos – „Alexander soll eigenhändig den Grundriß der Stadt entworfen haben, indem er das Netz der wichtigsten Straßen und die Lage des zentralen Marktplatzes skizzierte. Er bestimmte ferner die Größe der Stadt, indem er den Verlauf der sie umschließenden Mauern festlegte und ihr Erscheinungsbild, indem er die Zahl der Tempel – darunter einen für Isis – und die Auswahl der Götter vorgab.“

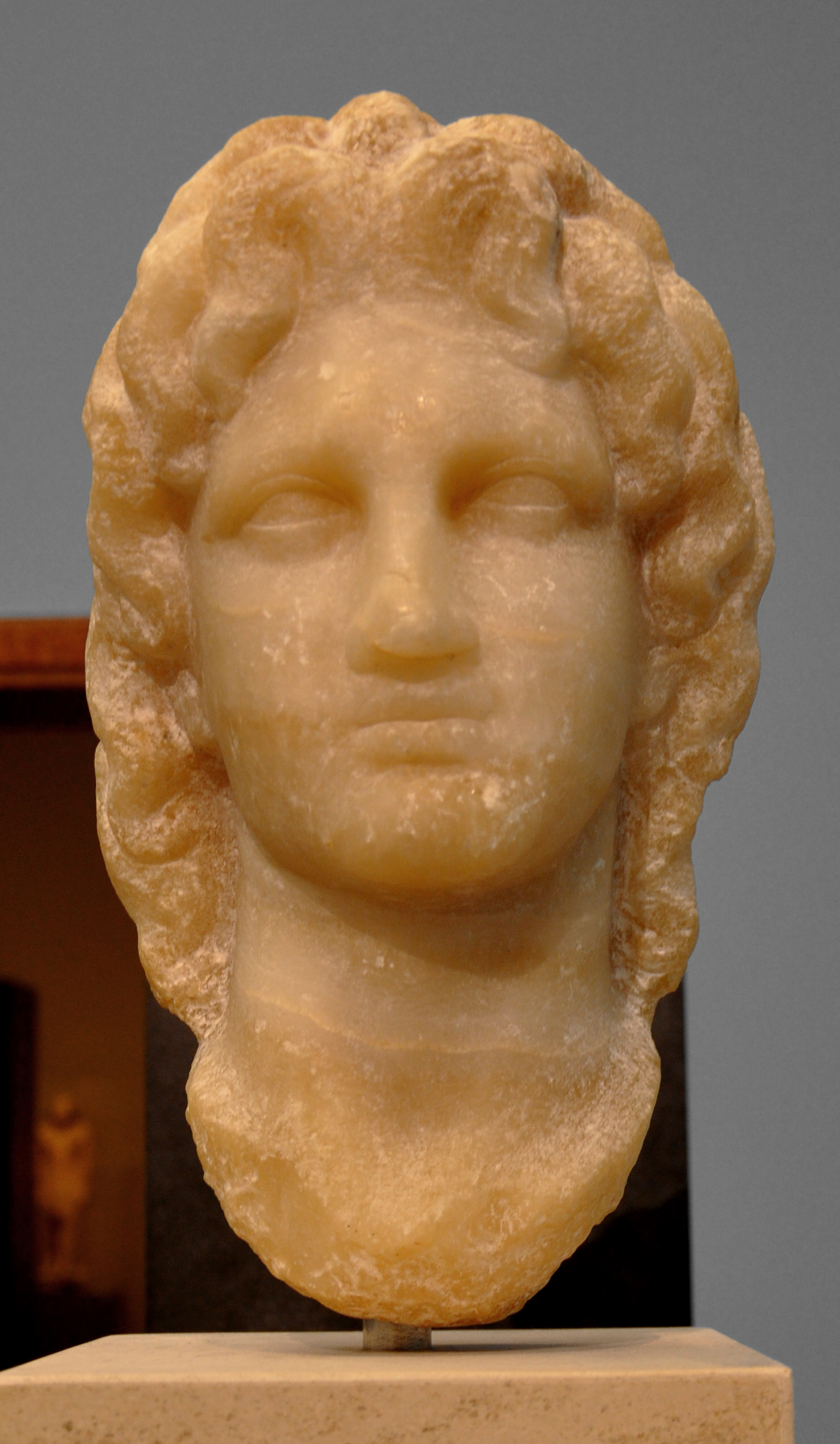
Alexander-Büste (aus Alexandria, Alabaster, 150–50 v. Chr.), Liebieghaus, Frankfurt

Die Grundfläche des Stadtkerns, „die vier Wohnquartiere, die den ursprünglichen Grundriss bilden, umfassen 186 Hektar, also deutlich mehr als die bewohnte Fläche des klassischen Athen.“
Alexanders Gründung wird von antiken Autoren ausführlich beschrieben.
Da nach Alexanders Festlegung der Lage der neuen Stadt sodann der Zug zur Westgrenze Ägyptens, der Stadt Paraitonion, anschließend zur Oase Siwa und dann die Rückkehr nach Memphis folgte, geht die Forschung davon aus, dass das später genannte Datum der Gründung eine ‚offizielle’ Feierlichkeit bezeichnet.
„Als traditionelles Gründungsdatum gilt der Tag, den wir heute den 7. April nennen. Die weitere städtebauliche Planung lag in den Händen des Architekten Deinokrates von Rhodos.“ Der von Alexander eingesetzte Finanz- und Steuerverwalter Kleomenes von Naukratis führte die Bauaufsicht.
Da Alexander nach der Rückkehr aus Ägypten und dem Zwischenaufenthalt in Tyros bereits im Mai 331 mit dem neuformierten Heer zum Euphrat aufbrach, ist unklar, ob er am offiziellen Gründungstag teilnahm.

„Alexandria (wurde) im äußersten Westen des Nildeltas positioniert, das heißt so nah an Griechenland wie es überhaupt nur möglich war, ohne den Kontakt mit Ägypten völlig zu verlieren. Und Alexandria wurde tatsächlich nicht als ‚Alexandria in Ägypten‘, sondern als ‚Alexandria bei Ägypten‘ bezeichnet. Man kann in der Stadt durchaus mit einigem Recht eine Erweiterung Griechenlands zum Zweck der Kontrolle über das angrenzende ägyptische Territorium sehen.“

 Die jahrhundertelang übliche Benennung spiegelte zudem den Umstand wider, dass die griechische polis Alexandria formal autonom war und daher staatsrechtlich nicht zum Nilland gehörte.
Die Gründung Alexanders intensivierte die Überfahrt von Griechenland nach Nordostafrika.
Alexandria wurde zum Ziel von Handelsstraßen, die Afrika und Indien mit der Mittelmeerwelt verbanden. Schon früh strömten Menschen aus vielen Teilen Griechenlands in die Stadt. Vor allem beschriftete Grabsteine bezeugen, dass ein Großteil der Bürger auch aus vielen Teilen der Mittelmeerwelt, wie Bithynien, Mysien, Galatien, Pontos, Kyrenaika, Thessalien, Makedonien, Akarnanien, Achaia, Arkadien, Santorin oder Kreta stammte. Neben den Griechen zogen auch viele Ägypter und Volksgruppen aus Armenien oder Thrakien in die neue Stadt. Die Einwanderer fanden hier keine engen Familien- und Stammesbindungen vor, wie sie in ihrer Heimat zu finden waren. Es entstand ein neues soziales Gefüge, das typisch für Großstädte im Hellenismus wurde. Es gab Aufsteigertum, Luxus, aber auch Verelendung und Entwurzelung.

## Alexandria als Hauptstadt des Ptolemäerreiches

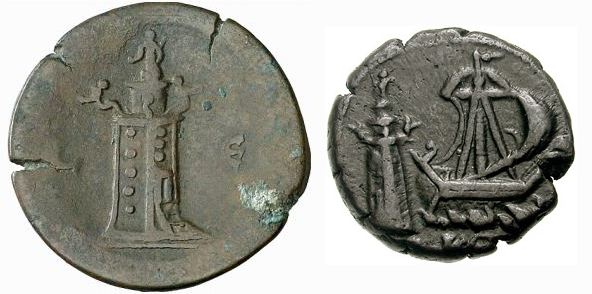
Leuchtturm von Alexandria auf antiken Münzen

### 4. bis 1. Jahrhundert v. Chr.
Nach dem Tod Alexanders regierte in Ägypten Ptolemaios, zunächst als makedonischer Statthalter in Ägypten. „Im Jahre 313 war der Ausbau Alexandrias […] soweit fortgeschritten, dass Ptolemaios I. Soter seinen Hof dorthin verlegen konnte und im selben Jahr wurde Alexandria dann auch offiziell Handelsstadt.“ Eine hieroglyphische Stele aus dem Jahr 311 v. Chr. berichtet, dass er Alexandria zur Hauptstadt von Ägypten machte. 306 v. Chr. nahm er den Königstitel an.
Auf der besagten Stele erscheint auch Alexandrias ägyptischer Name Raqedu, der in koptischen Quellen als Raqote weiterlebte. Spätere Quellen, wie der römische Historiker Tacitus, berichten, dass unter Ptolemaios I. die Stadtmauern, Tempel und Götterkulte eingerichtet wurden. Vor allem soll er im Haupttempel der Stadt, dem Serapeum, einen Serapis geweihten Komplex errichtet haben. Die kolossale Kultstatue war ein Werk des griechischen Bildhauers Bryaxis und galt als eines seiner Hauptwerke. Sie war aus verschiedenen Materialien gefertigt und soll die ganze Cella eingenommen haben. Zahlreiche Kopien geben noch heute eine Vorstellung von dem Werk.
Unter Ptolemaios I. wurde auch das Museion gegründet. Das Museion war eine den Musen gewidmete Lehranstalt. Der einstige Standort und das Aussehen sind unbekannt. Unter dem Herrscher ist wahrscheinlich auch das königliche Viertel angelegt worden, in dem sich neben dem Museion weitere öffentliche Bauten und auch die königlichen Paläste befanden. Nach Strabon nahm das Viertel fast ein Drittel der gesamten Stadt ein. Es lag im Nordosten der Stadt. Im Meer, das dem Viertel vorgelagert war, befand sich die Antirhodos genannte Insel mit weiteren Palastanlagen.
Unter Ptolemaios II. wurde um 279/278 v. Chr. ein besonders prächtiger Festzug veranstaltet, der im Rahmen der Ptolemaia stattfand, bei dem es sich um ein regelmäßiges Fest zu Ehren von Ptolemaios I. und dem herrschenden König handelte. Der Zug wird bei antiken Autoren im Detail beschrieben. Unter der Regierung von Ptolemaios II. sind weitere wichtige öffentliche Bauten zum ersten Mal bezeugt. Hier ist vor allem der berühmte Leuchtturm zu nennen, als dessen Architekt Sostratos genannt wird. Auch die Hafenanlagen wurden in dieser Zeit ausgebaut. Eine der Stadt vorgelagerte Insel wurde durch einen Damm mit dem Festland verbunden und ist als Heptastadion bekannt. Eine Agora ist seit der Mitte des dritten Jahrhunderts schriftlich bezeugt, doch ist unbekannt, wo sie in der Stadt lokalisiert war. Ein Theater und Stadion können ebenfalls aus schriftlichen Quellen erschlossen werden. Unter Ptolemaios II. wurde auch die berühmte Bibliothek von Alexandria gegründet oder zumindest ausgebaut.
Mit dem Museion und der Bibliothek wurde Alexandria zum Mittelpunkt der Gelehrsamkeit in hellenistischer Zeit. Die Prinzen des Königshauses wurden von den besten Gelehrten ihrer Zeit erzogen, die oftmals auch Leiter der Bibliothek waren. Dem Museion stand jeweils ein Priester der Musen vor, der vom König ernannt wurde. Die Könige versuchten, die besten Gelehrten ihrer Zeit nach Alexandria zu bringen, worunter sich bedeutende Personen wie der Mathematiker und Geograf Eratosthenes, der Mediziner Praxagoras oder der Astronom Aristarchos von Samos, der für das heliozentrische System eintrat, befanden.
Unter Ptolemaios III. wurde das Serapeum erheblich erweitert. Die Gründungsbeigaben enthielten Tafeln, die in Griechisch, aber auch mit Hieroglyphen beschrieben sind. König Ptolemaios IV. ließ das Thalamegos anfertigen. Es handelte sich um eines der größten Schiffe der Antike und ist von antiken Beschreibungen bekannt, wonach es Prunksäle und Schlafräume enthielt. Das Schiff lag meistens in einem der Häfen von Alexandria vor Anker. Der Herrscher weihte auch einen weiteren Tempel für Isis, Serapis, Arsinoë II. und sich selbst, der an der Kanopischen Straße stand und von dem die Gründungsplaketten gefunden wurden. Nach den wenigen erhaltenen Resten ist der Bau in einem griechisch-ägyptischen Mischstil errichtet worden. Unter den folgenden Herrschern zerrüttete das Herrscherhaus immer mehr. Die Quellen berichten von permanenten Thronstreitigkeiten. Um 144 v. Chr. soll Ptolemaios VIII. sogar die Gelehrten aus dem Museion und der Bibliothek vertrieben haben, worunter sich auch Aristarchos von Samothrake, der Leiter der Bibliothek, befand. Die Ereignisse mündeten in einen Bürgerkrieg, in dessen Verlauf der königliche Palast in Flammen aufging.
Im ersten Jahrhundert v. Chr. wurde Ägypten immer mehr in innenpolitische Ereignisse des römischen Reiches verwickelt und verlor mehr und mehr seine Unabhängigkeit. 48 v. Chr. floh Gnaeus Pompeius Magnus nach seiner Niederlage im Bürgerkrieg nach Ägypten, wurde aber bei Alexandria von Höflingen Ptolemaios’ XIII. ermordet. Kurz darauf erschien Gaius Iulius Caesar in der Stadt und residierte in den königlichen Palästen. Er hatte eine Affäre mit Kleopatra VII., die er im Thronstreit mit ihrem Bruder Ptolemaios unterstützte. Bei Kämpfen in der Stadt soll die Bibliothek Flammen gefasst haben und 400.000 Bücher verbrannt sein. Wichtige Bauten wurden auch unter Kleopatra VII. errichtet. Darunter befinden sich das Caesarium und ein ins Meer vorgelagerter Teil des Palastes, Timoneion genannt.
Schon in ptolemäischer Zeit hatte die Stadt eine nennenswerte jüdische Gemeinde, deren Mitglieder zum Teil hochgebildet waren. Hellenistische Kultur wurde zu einem großen Teil übernommen. Die besondere Leistung dieser Gemeinde war die Übersetzung der Tora (die fünf Bücher Moses oder Pentateuch, ein Hauptteil der Bibel) ins Griechische. Dies soll auf Initiative von Ptolemaios II. geschehen sein. Der eigentliche griechische Originaltext, die Septuaginta, stammt aber aus dem zweiten Jahrhundert. Wichtige Vertreter der jüdischen Wissenschaft in der Stadt waren die Philosophen Aristobolus und vor allem Philon.

### Das Alexandergrab
Die Leiche Alexanders des Großen wurde nach seinem Tod in einem prächtigen Wagen und mumifiziert nach Ägypten gebracht, wobei sich Quellen widersprechen, ob der Leichnam sofort nach Alexandria oder zuerst nach Memphis gebracht wurde. Glaubt man der letzteren Version, dann überführte Ptolemaios I. die Leiche nach Alexandria. Hier wurde er in einem eines Königs würdigen Bezirk (Temenos) beigesetzt und durch Opfer geehrt. Zenobius berichtet im zweiten nachchristlichen Jahrhundert, dass Ptolemaios IV. ein Grabmonument errichtete, in dem Alexander, aber auch die anderen ptolemäischen Könige und Königinnen bestattet wurden. Die Leiche Alexanders soll sich in einem Sarkophag in einem Gewölbe befunden haben. Die Grabstätte Alexanders wurde Sema genannt, während der Teil, in dem die Ptolemäer bestattet waren, als Ptolemaeum bezeichnet wurde. Die Leichen der Ptolemäer sind im Gegensatz zu Alexander verbrannt und in Urnen beigesetzt worden. Der Komplex soll sich im Zentrum der Stadt befunden haben, wobei Strabon ausführt, dass es im Palastbezirk lag. Das Sema wird in der Folgezeit mehrmals erwähnt und verschiedene römische Kaiser suchten das Grab Alexanders auf. Nach Johannes Chrysostomos war das Sema im vierten Jahrhundert zerstört. Die Leiche soll aber nach Libanios noch um 388–392 zu sehen gewesen sein.

## Alexandria unter römischer Herrschaft

### Geschichte

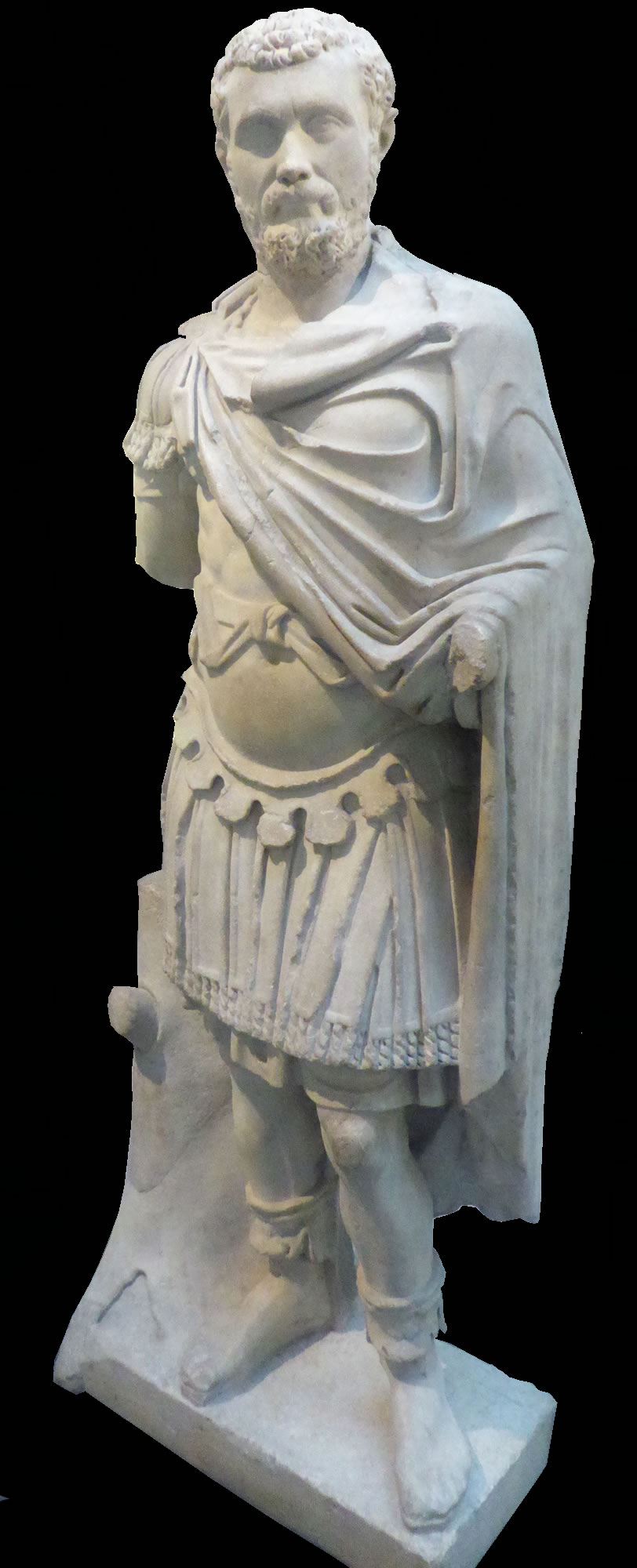
Statue des Kaisers Septimius Severus aus Alexandria

Im Jahr 30 v. Chr. wurde Ägypten Teil des römischen Reiches, nachdem Octavian, der spätere Augustus, Kleopatra VII. und Marcus Antonius in der Schlacht bei Actium besiegt hatte. Die Stadt wurde nach Rom die wichtigste Stadt des römischen Reiches. Alexandria war ein wichtiges Handelszentrum, in dem vor allem Korn nach Rom verschifft wurde. Vom Beginn der römischen Besetzung bis zur Münzreform des Diokletian galt in Alexandria eine eigene Währung (siehe Alexandrinische Münzen), die sich von der reichsrömischen Währung deutlich unterschied (Binnenwährung). Vermischungen der Münzen beider Währungsgebiete fanden in dieser Zeit nicht statt.
Alexandria war mit dem Museion und der Bibliothek eines der wichtigsten Zentren der Wissenschaft und Bildung. Mit dem Mathematiker und Ingenieur Heron und dem Astronomen Claudius Ptolemäus, um nur zwei Beispiele zu nennen, wirkten im ersten und zweiten Jahrhundert zwei hochkarätige Wissenschaftler in der Stadt.
In Alexandria residierte der Praefectus Aegypti, der Statthalter der Provinz Aegyptus. Es handelte sich um einen Römer aus dem Ritterstand; Senatoren war der Besuch der Provinz nur mit Sondergenehmigung des Kaisers gestattet. Die Provinz galt faktisch als Privatbesitz des Herrschers, da die dortigen Einnahmen direkt dem Kaiser zuflossen. Ein eigenes Ressort für den kaiserlichen Privatbesitz in Ägypten ist seit den Flaviern belegt. Zum Schutz der Provinz waren zunächst drei Legionen dort stationiert. Im Gegensatz zu den restlichen Bewohnern der Provinz hatten die Einwohner einige Sonderrechte. Das alexandrinische Bürgerrecht brachte mit sich, dass sie keine Kopfsteuern zu zahlen hatten. Die einheimische Bevölkerung galt bei den Römern allerdings als relativ unruhig und schnell zu Aufständen bereit.
Kaiser Vespasian wurde im Jahr 69 n. Chr. in Alexandria zum Kaiser erhoben, wobei der Präfekt Ägyptens, Tiberius Iulius Alexander, ihn unterstützte, indem er die Legionen auf Vespasian vereidigte. Tacitus berichtet von Wundergeschichten, die Vespasian als gute Omen in Bezug auf seine Herrschaftspläne auslegte. Vespasian soll unter der Stadtbevölkerung nicht besonders beliebt gewesen sein. Sie erwarteten besondere Gunsterweisungen von ihm, da sie ihn zuerst als Kaiser anerkannt hatten. Stattdessen soll er von ihnen Abgaben verlangt haben, auch verkaufte er große Teile der Palastanlagen.
In den Jahren 115–116 kam es zu einem Aufstand der Juden in der Stadt, der von der Cyrenaica ausging. Der Aufstand wurde von Kaiser Trajan niedergeschlagen. Nach dem Aufstand verlor die jüdische Gemeinde der Stadt stark an Bedeutung, um erst am Beginn des vierten Jahrhunderts wieder zu erstarken. Um 130 besuchte Kaiser Hadrian Alexandria. Er besuchte das Grab des Pompeius und das Museion und ließ einen Tempel zu seinen Ehren, ein Hadrianeion, erbauen. Auch unter Hadrian sind Unruhen in der Stadt belegt. Ein Apis-Stier wurde aufgefunden und man stritt darum, wo er untergebracht werden solle. Die Unruhen wurden angeblich durch einen Brief des Kaisers beigelegt.

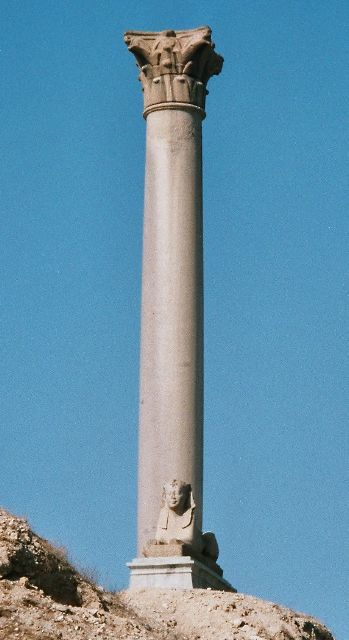
Pompeiussäule

Um 201 besuchte Kaiser Septimius Severus die Stadt. Er gewährte ihr einen Stadtrat (boule), wie ihn auch verschiedene andere ägyptische Städte unter diesem Kaiser bekamen. Nach Johannes Malalas soll der Kaiser öffentliche Bäder und ein Heiligtum der Rhea errichtet haben.
Kaiser Caracalla besuchte die Stadt im Jahr 215/216. Er besuchte das Serapeum und das Grabmal Alexanders des Großen. Die Bürger der Stadt waren in der Antike für ihre Respektlosigkeit gegenüber den Herrschenden bekannt und hatten auch über Caracalla wegen des Brudermordes, den der Kaiser begangen hatte, gespottet. Caracalla ließ alle jungen Männer der Stadt sich zu Ehren von Alexander dem Großen zu versammeln, was jedoch nur ein Vorwand war, um diese aus Rache niederzumetzeln.
Das dritte Jahrhundert war im römischen Reich durch zahlreiche Bürgerkriege gekennzeichnet (siehe Reichskrise des 3. Jahrhunderts). Verschiedene Usurpatoren versuchten, die Macht an sich zu reißen. In diesem Zusammenhang ist auch die Eroberung Ägyptens und Alexandrias unter der palmyrenischen Königin Zenobia im Jahr 269/70 zu sehen. Im Jahr 272 wurden die Provinz und Alexandria von Aurelian wieder dem römischen Reich einverleibt. Dabei wurden die Stadtmauern geschleift und Bruchion (vielleicht das alte Palastviertel), ein Stadtteil, wo viele wohlhabende Bürger wohnten, zerstört. Noch hundert Jahre später wird dieser Stadtteil als verwüstet beschrieben.
In den Jahren 297/98 wurde die Stadt erneut belagert. In Ägypten hatte sich ein gewisser Lucius Domitius Domitianus zum Gegenkaiser erhoben und wurde auch von Alexandria unterstützt. Diokletian konnte die Erhebung in Oberägypten schon am Beginn des Jahres 298 niederschlagen. In Alexandria hielt sich jedoch der Widerstand, die Rebellen wurden aber schließlich besiegt und die Stadt geplündert. Zur Erinnerung an den Sieg wurde im Serapeum eine Säule errichtet, die heute noch steht und fälschlicherweise den Namen Pompeiussäule trägt.

### Einwohnerzahl
Alexandria ist eine der wenigen Städte, deren Einwohnerzahl in antiken Quellen genannt wird. Diodor zählt für die Zeit um 50 v. Chr. 300.000 freie Bürger und beruft sich dabei auf offizielle Listen der ptolemäischen Verwaltung. Auf einem stark zerstörten Papyrus des 2. Jahrhunderts erscheint die Zahl von 180.000 Bürgern. Es ist nicht sicher, auf welche Stadt sich die Zahl bezieht, doch wird meist Alexandria angenommen. Da keineswegs alle Einwohner Bürger waren, müsste die Gesamtzahl der in der Stadt lebenden Menschen demnach bei mindestens 500.000 gelegen haben. Der arabische Historiker Ibn ʿAbd al-Hakam nennt schließlich noch 200.000 Bürger zur Zeit der arabischen Eroberung im 7. Jahrhundert.
Es gibt aber verschiedene Probleme mit diesen Zahlen. Sie mögen eher grobe Schätzungen sein und nicht auf harten Fakten beruhen. Neuere Untersuchungen zur Einwohnerzahl gehen von der Größe der antiken Stadt aus und berechnen eine durchschnittliche Anzahl Einwohner pro Hektar. Auch diese Berechnungen sind sehr unsicher.

### Verwaltung
Unter den Ptolemäern gab es mehrere hohe Verwaltungsposten in der Stadt, so den Exegestes, einen obersten Richter und den Hypomnematographus (Archivverwalter). In römischer Zeit gab es drei Autoritäten, die in der Stadt Macht ausübten. An erster Stelle stand der Kaiser, es gab das Militär und eine zivile Verwaltung. Das Amt des Hypomnematographus ist weiter bezeugt. Obwohl die Kaiser die Stadt nicht oft besuchten, waren sie doch von hoher politischer Bedeutung und der Kaiser versuchte durch Edikte und Anordnungen direkt Einfluss zu nehmen. Wichtige Ereignisse wurden in der Stadt kundgetan, dafür sandte der Kaiser Abgeordnete oder hohe Beamte, die politische Ereignisse verkündeten. Der Praefectus Aegypti war der kaiserliche Statthalter der Provinz, der in Alexandria residierte. Wie alle römischen Statthalter übte er zugleich die militärische und zivile Gewalt aus. Später wurde er zunehmend auf den zivilen Bereich beschränkt. In der Spätantike stellten der dux Aegypti, auch oft als comes Aegypti bezeichnet, der den bei der Stadt stationierten Legionen vorstand, die militärische Macht dar und sorgten für Ordnung in der Stadt. Seit dem Ende des vierten Jahrhunderts wurde der Praefectus Aegypti in seiner Funktion von dem Praefectus Augustalis abgelöst. Vergleichbare Aufgaben hatte auch der Corrector, dessen Amt vor allem im 3. Jahrhundert von Bedeutung war. Ein wichtiges Amt in der Stadt war schließlich auch der Praefectus Annonae Alexandrinae, der sich um die Getreidelieferungen nach Rom und später nach Konstantinopel kümmerte. Vor allem seit dem Ende des vierten Jahrhunderts übernahm auch der Patriarch zahlreiche zivile Ausgaben und wurde zur wichtigsten zivilen Autorität.

## Spätantike

### Bedeutung
Auch in der Spätantike blieb Alexandria eine der wichtigsten Metropolen des Römischen Reiches. Zu Beginn des 4. Jahrhunderts wurde Konstantinopel zur Hauptresidenz des Kaisers im Osten erhoben, womit Alexandria eine bedeutende Rivalin erhielt. Eine weitere wichtige Stadt und Rivalin im Osten blieb Antiochia am Orontes. Das ganze vierte Jahrhundert ist von Spannungen zwischen Heiden und Christen gekennzeichnet, die in Alexandria oft in blutigen Auseinandersetzungen endeten. Auch innerchristliche Streitigkeiten führten oft zu Gewalt.

### Christen in Alexandria
Nach späteren Quellen gründete der Evangelist Markus eine christliche Gemeinde in Alexandria. Er soll auch den ersten Bischof der Stadt, Anianus von Alexandria im Jahr 62 getauft haben. Sichere Quellen zu den Christen in der Stadt setzen aber erst um 175 n. Chr. ein. Ab dieser Zeit ist die Katechetenschule von Alexandria unter Clemens von Alexandria (* um 150; † um 215) bezeugt, die nach dem Vorbild heidnischer Philosophenschulen organisiert war. Clemens gilt als einer der ersten wichtigen christlichen Theologen der Antike, die versuchten, Christentum und griechische Philosophie zu vereinen. Sein Schüler und Nachfolger war Origenes (185–254), der ein ebenso bedeutender Theologe war, obwohl seine Schriften schon in der Antike umstritten waren. Aus dem dritten Jahrhundert hört man vor allem von Christenverfolgungen in Alexandria.

### Geschichte

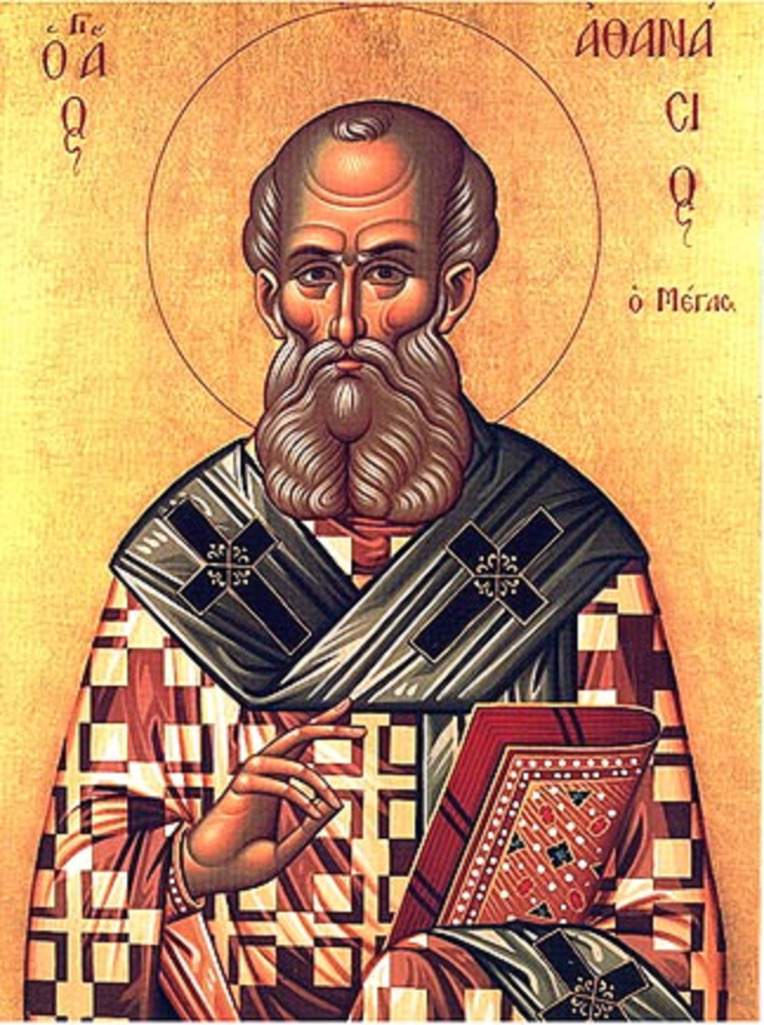
Athanasius der Große

Bereits unter Konstantin dem Großen soll der erste heidnische Tempel in eine Kirche umgeweiht worden sein. Nach Johannes von Nikiu (7. Jahrhundert) wurde damals das Caesareum, der Haupttempel des Kaiserkultes, in eine Kirche verwandelt und erhielt den Namen Kirche des Heiligen Michael, während die Bezeichnung Caesareum weiter bestand. Doch ist diese Konversion auch Constantius II. zugeschrieben worden, was auch wahrscheinlicher ist. Von diesem Kaiser, der anders als sein Vater Konstantin offensiv gegen Nichtchristen vorging, scheint gesichert, dass er diese Kirche zur Kathedrale der Stadt ausbaute. Der Umbau war im Jahr 351 noch nicht beendet. Im Jahr 356 war sie fertiggestellt und soll von Heiden geplündert worden sein.
Am 21. Juli 365 wurde Alexandria durch einen Tsunami verwüstet, der durch das Erdbeben vor Kreta ausgelöst wurde und große Zerstörungen an den Küsten des östlichen Mittelmeers anrichtete. Der Tsunami wurde von dem römischen Historiker Ammianus Marcellinus genau beschrieben. Die ungebrochene Bedeutung der Stadt illustriert eine Bemerkung des Schriftstellers Paianios, der Alexandria im Jahr 379 als „die Mutter ganz Ägyptens“ bezeichnete.
In der Mitte des vierten Jahrhunderts war Athanasius der Große Bischof in Alexandria (mit Unterbrechungen im Amt: 328–373). Er gilt als einer der bedeutendsten Theologen des vierten Jahrhunderts und war entschiedener Gegner des Arianismus, wobei es sich um eine christliche Lehre handelte, die vor allem in der Spätantike weit verbreitet war und der auch einige Kaiser folgten, darunter Constantius II. Seine Amtszeit war deshalb von heftigen innerkirchlichen Glaubenskämpfen, aber auch von solchen gegen Heiden gekennzeichnet. Er erbaute zahlreiche Kirchen in der Stadt. Unter ihm wurde aber auch das gerade zur Kirche umgeweihte Caesareum von Heiden geplündert. Seit der Zeit um 380 werden die Bischöfe der Stadt als Patriarchen bezeichnet, beanspruchten also eine Oberhoheit über andere Bischöfe der Region. Sie übernahmen auch weltliche Funktionen und übernahmen die Funktionen des Statthalters. Seit dem frühen siebenten Jahrhundert gehörten sie zu den reichsten Männern im byzantinischen Reich.
Die Auseinandersetzungen zwischen Christen und Heiden erreichten ihren Höhepunkt im Jahr 391, als das Serapeum geplündert und die Serapis-Statue zerstört wurde. Kurz darauf scheinen viele Heiden zum Christentum konvertiert zu sein. Weitere Auseinandersetzungen gab es in den Jahren 414/415 zwischen Juden und Christen, die im Theater begannen und zu blutigen Kämpfen führten. Als Folge stiftete der damalige Patriarch Kyril die Bevölkerung an, die Wohnquartiere der Juden und Synagogen zu plündern, worauf ein Großteil der jüdischen Gemeinde die Stadt verließ. Im Jahr 415 wurde auch die heidnische Gelehrte Hypatia von einer aufgebrachten Menge umgebracht. Die genauen Gründe ihrer Ermordung sind unsicher, neben religiösen haben wohl auch politische Motive eine Rolle gespielt. Noch im späteren fünften Jahrhundert sind Heiden in der nun weitgehend christianisierten Stadt bezeugt. Hier ist der Philosoph Heraiskos zu nennen, der um 480 nach altägyptischen Riten bestattet wurde.
Neben den Spannungen zwischen Christen und Heiden gab es innerhalb der christlichen Kirche heftige Auseinandersetzungen über Glaubensfragen und über die Vormachtstellung innerhalb der Kirche. Ein wichtiger Streitpunkt war die Lehre von der Wesensgleichheit von Gott-Vater und Sohn. Diese Lehre galt wegen Athanasius als alexandrinisch. Der Widerstand kam vor allem aus Antiochia, wo man von zwei deutlich getrennten Naturen von Vater und Sohn ausging. Das in Ägypten seit dem 4. Jahrhundert zunehmend erstarkende koptische Christentum entwickelte einen recht starken lokal-patriotischen Charakter. Ägypten wurde daher relativ schnell christianisiert, wobei man sich auch gegen Einmischungen aus der Hauptstadt Konstantinopel wehrte.
Alexandria blieb eine bedeutende Bildungsstätte, und das 6. Jahrhundert war, abgesehen von der Rebellion des Abaskiron gegen Kaiser Maurikios in den 580er-Jahren, eine weitgehend friedliche Phase der Stadtgeschichte. Diese endete 619: Die persischen Sassaniden eroberten Ägypten und wollten das Land ihrem Reich angliedern, mussten die Provinz aber nach den erfolgreichen Feldzügen des oströmischen Kaisers Herakleios wieder räumen (wohl 629). Die Römer konnten den Erfolg nicht lange genießen – 641 oder 642 wurde die Stadt von den Arabern erobert (siehe auch Islamische Expansion), die über ihren Erfolg selbst erstaunt waren:

„Ich habe die große Stadt des Abendlandes erobert und es fällt mir nicht leicht, all ihre Reichtümer und Schönheiten aufzuzählen. Ich werde mich darauf beschränken zu erwähnen, daß sie viertausend Paläste, viertausend öffentliche Bäder, vierhundert Theater oder Vergnügungsstätten, zwölftausend Obstläden und vierzigtausend steuerpflichtige Juden besitzt. Die Stadt ist mit Waffengewalt und ohne Verhandlungen erobert worden. Die Muslime sind ungeduldig, die Frucht ihres Sieges zu genießen.“

Im Jahr 646 schlugen die Araber einen Aufstand in Alexandria nieder, wodurch Teile der Stadt verwüstet wurden. In die Stadt wurde eine starke Garnison verlegt; Alexandria sollte aber zunehmend an Bedeutung verlieren und nie wieder eine vergleichbare historische Rolle spielen wie in der Antike.

## Die antike Stadt
Die ausführlichste antike Beschreibung der Stadt ist bei Strabon erhalten, der sie um 26–20 v. Chr. besuchte. Er beschreibt das Palastviertel mit dem Museion, das im Osten der Stadt am Meer lag. In der Nähe stand das Theater und ein Tempelkomplex, der dem Poseidon geweiht war und Poseidium genannt wurde. Dann kommt das Caesarium, das Emporium und es folgten Lagerhäuser, die die Hafenfront säumten. Wegen der heutigen dichten Bebauung der Stadt ist nur wenig von den antiken Bauten erhalten.

### Archäologische Reste aus ptolemäischer Zeit

Hellenistische Grabanlagen in Alexandria

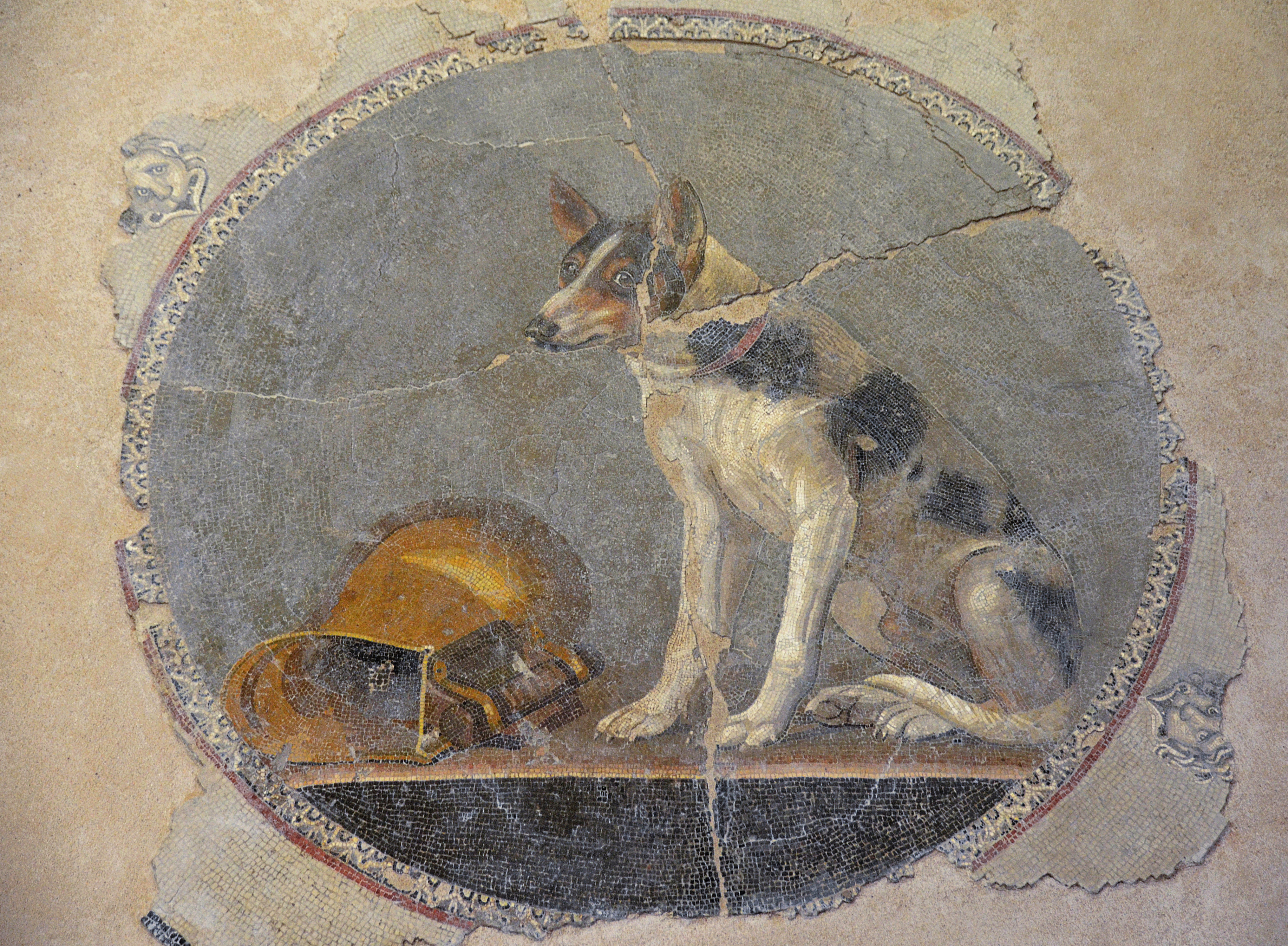
Hundemosaik

Die Stadt erstreckte sich etwa vier bis fünf Kilometer entlang der Meeresküste und war etwa zwei Kilometer breit. Vor allem im Osten und Westen, aber auch im Süden schlossen sich umfangreiche Nekropolen an. Der antike Stadtplan wurde 1866 von dem arabischen Astronomen und Geografen Mahmoud-Bey in einem Survey der damals noch erhaltenen archäologischen Resten aufgenommen und kann in wesentlichen Zügen als gesichert gelten.
Die ptolemäische Stadt war etwas kleiner als die spätere römische Stadt. Dies ist vor allem an den Nekropolen zu erkennen, die außerhalb der Stadtgrenzen lagen, in römischer Zeit aber teilweise überbaut wurden. Insgesamt gibt es nur wenige archäologische Überreste in Alexandria, die in die ptolemäische Zeit datieren. Der wichtigste Bau ist das Serapeum im Südwesten der Stadt. Es handelt sich um einen großen Tempelbezirk (etwa 50 × 150 m) mit dem eigentlichen Tempel des Serapis im Norden. Von dem rein hellenistischen Tempel sind nur die Grundmauern erhalten. Es bleibt unsicher, wie er einst aussah. Im Tempelbezirk fanden sich viele ägyptische Statuen. Im Norden der Stadt, in dem Gebiet, das wahrscheinlich das Palastviertel war, kamen im Laufe der letzten hundert Jahre immer wieder Mosaiken zu Tage. Einige von ihnen gehören zu den Meisterwerken antiker Mosaikkunst und belegen den hohen Stand dieser Kunst in der Stadt. Hier ist vor allem das Hundemosaik zu nennen. Es zeigt in einem zentralen, runden Feld einen sitzenden Hund. Um das zentrale Feld finden sich sechs kleinere Löwenköpfe und in einigem Abstand dazu ein Zierrahmen. Bei neueren Untersuchungen sind im Hafengebiet monumentale Baustrukturen gefunden worden. Es handelt sich vielleicht um die Fundamente des bei Strabon erwähnten Poseidon-Tempels. An der Hauptstraße im Zentrum der Stadt fanden sich die Reste einer Stoa mit dorischen Säulen. Bedeutende Reste gibt es daneben noch von den Nekropolen der Stadt, wobei es sich teilweise um monumentale, unterirdische Grabpaläste handelt (vgl. zum Beispiel Großes Hypogeum von el-Wardian).

### Die römische und byzantinische Stadt

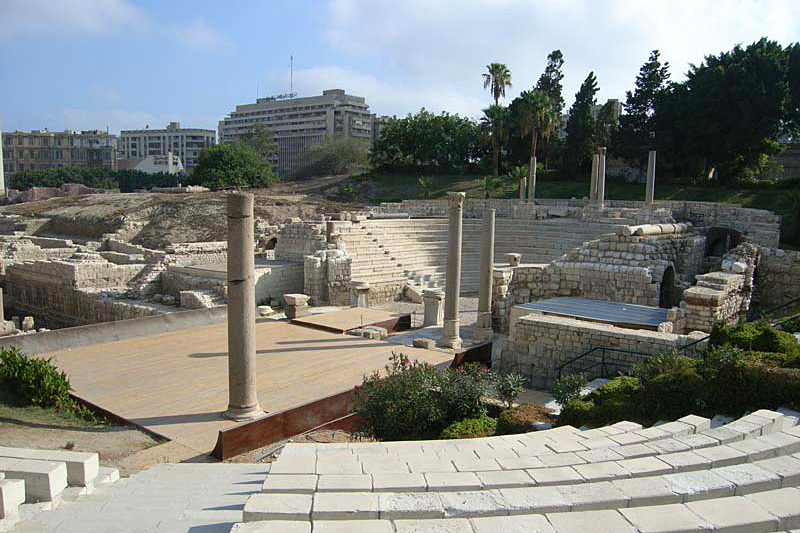
Römisches Theater

Die römische Stadt war etwas größer als die ptolemäische und überbaute vor allem im Osten hellenistische Nekropolen. Fünf Kilometer östlich lag Nikopolis. Die letztere Stadt wurde unter Augustus erbaut und war der Standort der römischen Legionen.
Die Straßen der römischen Stadt waren zum Teil mit Kolonnaden geschmückt, was einerseits literarische Quellen bestätigen, andererseits auch archäologisch belegt ist. An Straßenkreuzungen gab es auch Tetrapylonen und von Münzen ist bezeugt, dass es Triumphbögen gab. Die Hauptstraße der Stadt war die 32 m breite Kanopische Straße, die parallel zum Meer verlief. Sie war mit Kolonnaden geschmückt und begann im Osten mit dem Tor der Sonne und endete im Westen mit dem Tor des Mondes, die beide unter Antoninus Pius angelegt wurden. Die Straße liegt genau unter der modernen Ost-West-Achse der Stadt, der Sharia el-Horreya (Straße der Freiheit). Auf dieser Straße fanden Militärparaden, religiöse Aufzüge und andere öffentliche Veranstaltungen statt. Hier standen auch weitere wichtige Tempel.
Das Serapeum wurde zwischen 181 und 216 n. Chr. umgebaut. Der Hof wurde erweitert und erhielt ein neues monumentales Tor. Der eigentliche Tempel wurde wahrscheinlich auch neu errichtet. Etwas südlich davon waren noch am Anfang des 19. Jahrhunderts die Reste des Stadions zu sehen. Es war mindestens 450 m lang. In römischer Zeit wurden zahlreiche neue Tempel errichtet. Nahe am Hafen stand das Caesarium, das dem Kaiserkult geweiht war. Vor dem Bau standen zwei Obelisken (heute in London und New York – Nadeln der Kleopatra). Es handelt sich um einen der wenigen Bauten, deren Standort genau lokalisiert werden kann. Der Tempelkomplex bestand aus mehreren Bauten. Südlich davon muss sich das Forum der Stadt befunden haben. Viele Tempelbauten der Stadt sind nur von Münzbildern oder kurzen Erwähnungen bei klassischen Autoren bekannt. Sie waren im Stil hellenistisch, ägyptisch oder folgten einem hellenistisch-ägyptischen Mischstil. Das Tychaion war der Tyche geweiht und soll sich in der Mitte der Stadt befunden haben. Es enthielt hellenistische, aber auch ägyptische Statuen. Der Bau selbst war ein hellenistischer Tempel und ist von Münzbildern bekannt.
Nach Philon von Alexandria (Gegen Flaccus 55) war die Stadt in fünf Stadtteile unterteilt, die nach den ersten fünf Buchstaben des griechischen Alphabets benannt wurden. Die Juden in der Stadt sollen bis 38 n. Chr. über das ganze Stadtgebiet verteilt, danach aber nur noch in dem Delta genannten Stadtteil gewohnt haben. Die Häuser der reichen Juden sollen sich kaum von denen der Griechen unterschieden haben. Sie hatten reich mit Marmor dekorierte Fußböden, Säulen und wertvolle Möbel. Die Stadt hatte auch eine große Synagoge, die mit zwei Reihen von Säulen geschmückt war und wie eine Basilika angelegt war. Dieser Bau soll in den Jahren 115–116 bei einem jüdischen Aufstand zerstört worden sein.
Aus dem Mittelalter stammt eine Liste der Bauten und Tempel der Stadt, die auf das vierte Jahrhundert zurückgeht. Dort werden Bauten nach Stadtteilen aufgelistet: Stadtteil Alpha: 308 Tempel, 1655 Höfe, 5058 Häuser, 108 Bäder, 237 Tavernen, 112 Portiken; Stadtteil Beta: 110 Tempel, 1002 Höfe, 5990 Häuser, 145 Bäder, 107 Tavernen, Stadtteil Gamma: 855 Tempel, 955 Höfe, 2140 Häuser, … Bäder, 205 Tavernen, 78 Portiken; Stadtteil Delta: 800 Tempel, 1120 Höfe, 5515 Häuser, 118 Bäder, 98 Tavernen, 112 Portiken, Stadtteil Epsilon: 405 Tempel, 1420 Höfe, 5593 Häuser, … Bäder, 118 Tavernen, 56 Portiken. Bemerkenswert erscheint vor allem die hohe Zahl von 2478 Tempeln in der Stadt. Wahrscheinlich wurden auch kleinste Kapellen als solche gezählt.
Aus schriftlichen Quellen ist bekannt, dass es in Alexandria zahlreiche Kirchen gab, doch ist keine von ihnen bisher archäologisch identifiziert worden. Die frühesten schriftlich genannten Kirchen sind das Martyrium des St. Markus im Osten der Stadt und die Kirche des Theonas, westlich der Stadt. Die erstere Kirche soll dort gestanden haben, wo der heilige Markus begraben wurde. Bei dem letzteren Bau handelte es sich um die Kathedrale von Alexandria, die nach dem um 300 gestorbenen Patriarchen der Stadt, Theonas benannt und von dessen Nachfolger Petros I. erbaut wurde. Diese Kirche stand vielleicht an der Stelle der späteren Westlichen Moschee, auch außerhalb des damaligen Stadtgebietes. In der Moschee, die heute nicht mehr steht, befanden sich viele Kapitelle mit christlichen Motiven. Die Kirche des Dionysius ist nach dem gleichnamigen Bischof der Stadt benannt oder sogar von ihm erbaut worden.

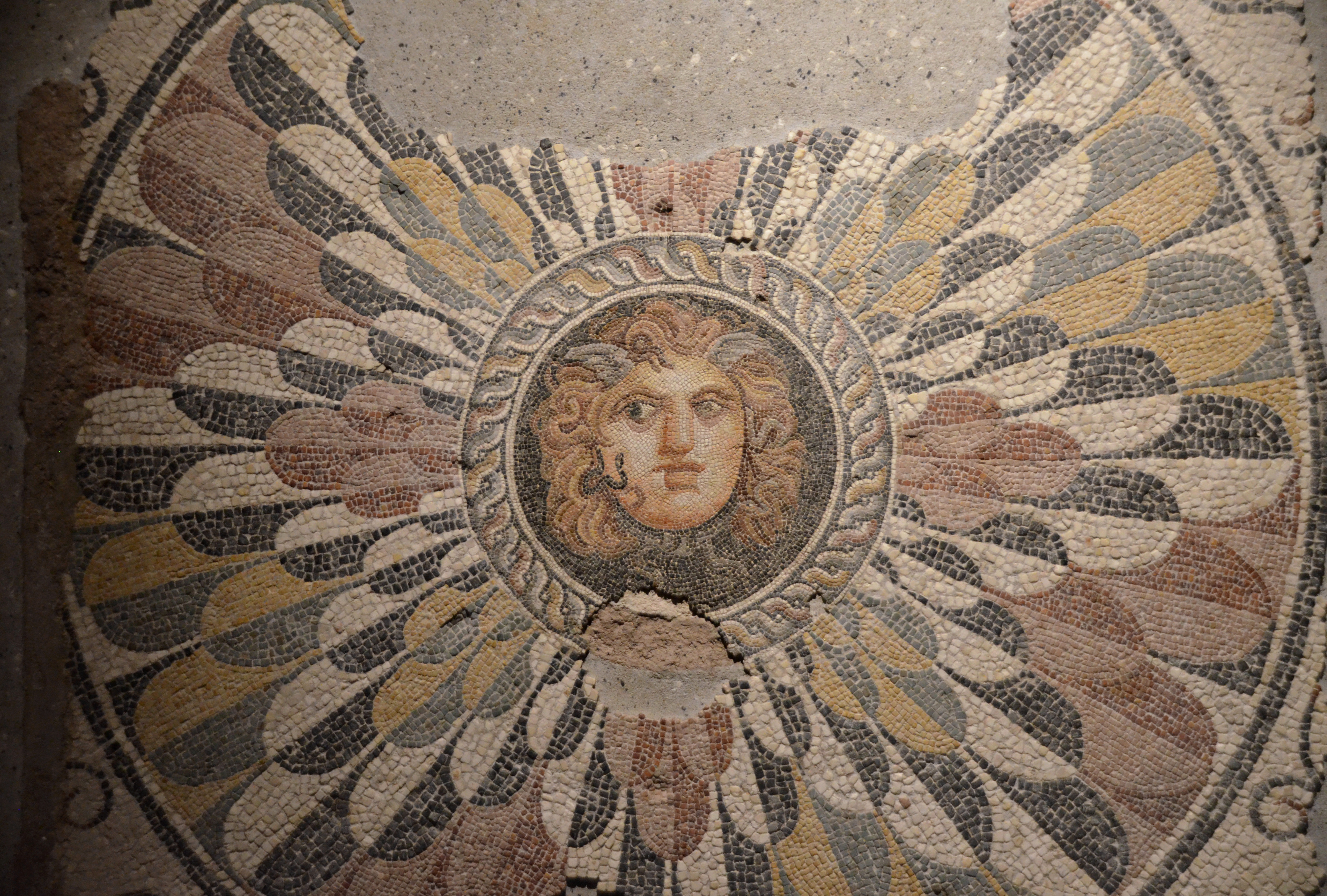
Mosaik mit Gesicht der Medusa

Reste aus römischer Zeit finden sich heute vor allem noch auf einem Stadthügel, der als Kom el-Dikka bekannt ist. Umfangreiche Bauten in zwei Insulae wurden ausgegraben. Im ersten Jahrhundert standen hier reich ausgestattete Wohnbauten, von denen vor allem die Mosaiken erhalten sind. Es scheint sich um Peristylhäuser gehandelt zu haben. In der Spätantike änderte sich der Charakter des Viertels. Es wurden Thermen und ein kleines Theater errichtet. Die Wohnbebauung deutet auf eher einfache Bevölkerungsschichten mit Werkstätten im Wohnbereich. Es fanden sich Belege für Glasbearbeitung. Im Stadtzentrum, beim Theater der Diana, fanden sich Reste diverser Wohnbauten. Kein Grundriss war vollständig erhalten. Haus A hatte ein Triclinium, dessen Boden vollständig mit Mosaiken ausgelegt war. Im Zentrum davon befindet sich das Gesicht der Medusa in einem runden Medaillon, umgeben von geometrischen Mustern. Es datiert wahrscheinlich ins 2. Jahrhundert n. Chr. Die Qualität der Ausführung ist hoch. In der Sultan Hussein Straße im Zentrum der Stadt kamen 2013 größere Fragmente eines Mosaiks mit der Darstellung des Perseus und der Andromeda zu Tage. Das Mosaik datiert ins 6. Jahrhundert n. Chr.

## Bevölkerungsentwicklung
Alexandria war in der Antike eine multikulturelle Stadt, in der Ägypter, Griechen, Makedonen, Juden, Menschen aus Vorderasien, Persien und Abessinien zusammenlebten. Die Einwohner lebten getrennt nach ihrer Herkunft in Vierteln außerhalb der Basileia. Nur die griechischen und makedonischen Bewohner hatten volles Bürgerrecht, das heißt, sie hatten als einzige Mitspracherechte im Stadtparlament, während die anderen Volksgruppen nur das Wohn- und Aufenthaltsrecht besaßen. Sie arbeiteten meist als Handwerker und hatten es oftmals schwer, höhere Stellungen zu besetzen. Die Metropole war einerseits durch großartige Leistungen auf vielen Gebieten gekennzeichnet und andererseits durch verschiedene Phasen von schweren gewaltsamen Auseinandersetzungen. Gründe waren im 1. und 2. Jh. n. Chr. vor allem unterschiedliche Rechte der Bevölkerungsgruppen, während ab dem 3. Jh. vermehrt Auseinandersetzungen aus religiösen Gründen erfolgten.
Die Stadt war in fünf Stadtteile untergliedert, die nach den ersten fünf griechischen Buchstaben benannt wurden. Im Bezirk Alpha befanden sich die beiden großen Häfen, das Geschäftsviertel, die Schiffswerften und die Lagerhallen. Unterhalb des Beta-Bezirkes, zu dem die Basileia gehörte, schloss sich das Griechenviertel an, das auch Neapolis genannt wurde. Im Zentrum der Stadt befanden sich die Agora, das Gymnasion, das Gerichtsgebäude und Parkanlagen. Im Südwesten lag das Stadtviertel Rhakotis mit der Bezeichnung Gamma, wo der Serapis-Tempel stand und der ägyptische Teil der Bevölkerung wohnte. Östlich des Beta-Bezirkes folgte der Delta-Bezirk, in dem die jüdischen Einwohner mit eigenem Stadtparlament und Selbstverwaltung lebten. Die Metöken, Ausländer unterschiedlichster Herkunft, waren südlich des jüdischen Viertels im Epsilon-Bezirk untergebracht. Später kamen noch die Bezirke Eleusis und Nikopolis hinzu, die Vorstädte östlich des alten Stadtareals bildeten.